# All Tomorrows
《All Tomorrows：一本記載了十億年間，無數人類演化的物種之不同命運相互交疊的編年史》是 2006 年的一部科幻小說和演化推論的作品，由土耳其小說家C·M·科塞曼以筆名 Nemo Ramjet 撰寫與繪畫插圖。它探討了一條假設性的未來人類演化之路，從近未來到十億年後。數種未來人類種族通過自然演化和基因工程進化，而這些都是由人類自己和一種名為 「Qu」 ，神秘且高等的外星物種所進行的。
受到由奧拉夫‧斯塔普雷頓所作的科幻小說以及愛德華‧吉本的《羅馬帝國衰亡史》所啟發，科塞曼自2003年開始動工《All Tomorrows》，至2006年該書以免費的PDF文件形式在網上出版。這本書從未正式地出版過，但按照科塞曼的說法：「它在網路上有了『自己的生命』」。科塞曼打算最終以實體形式出版《All Tomorrows》 ，並帶有新的文本以及更新過的插圖。

## 摘要
在火星殖民化後，其與地球之間發生了一場短暫而災難性的内戰。而在兩顆行星達成和平共識之後，被稱為「星之子民」（Star People）的改造人類在整個銀河系中開展了大規模的殖民行動。
人類隨後遇到了一種邪惡而高等的外星種族，名為「Qu」。Qu 的宗教趨使他們透過基因工程改造宇宙。在文明與科技的差距之下，人類很快戰敗。作為懲罰，Qu 對倖存的人類進行生物改造，使他們變成一系列不同外形和樣態的物種：從類似水生生物的人類到食蟲動物，塊狀化甚至類似單细胞，無智能的物種。當 Qu 離開銀河系時，他們被留在原處並獨立演化。這本書講述了這些新人類的進展：他們一部分滅絕，而有一部份重獲了智能，並逐漸發覺 Qu 曾對他們進行的改造。
而後，一個被稱為「廢墟縈繞者」（Ruin Haunters）的種族，他們用機械取代了自己的身體，並改稱自己為「重力徒」（Gravitals）。 重力徒殖民了銀河系的剩餘部分，同時消滅其中的大部分生命，包括其他後人類種。而他們自己被逃脱了 Qu 實驗的人類後代「星變者」（Asteromorphs）摧毀。本書的最後幾章詳細地描述人類作為後人類種的反彈，以及他們與另一個星系生命的第一次接觸，重新發現且擊敗了 Qu，並以重新發現地球作為結局。
《All Tomorrows》以這本書外星作者的照片作為結束，他拿著一個有十億年歷史的人類頭骨，並寫道：所有人類物種在十億年前消失了，原因不明。作者接著指出，人類的故事始終是關於人類自己的生活，不是甚麼大型戰爭及抽象理想。作者最後鼓勵讀者「熱愛今天，把握所有的明天！」（Love Today, and seize All Tomorrows! ）

## 發展與歷史
科塞曼自2003年開始動筆《All Tomorrows》，直到2006年完工。 奧拉夫·斯塔普雷頓的作品，特别是《最後和最先的人》 (1930) 和《造星者》 (1937)，與 愛德華·吉本 的《羅馬帝國衰亡史》一起，成為該作品的主要靈感來源。 
《All Tomorrows》一書以史書的風格寫成，由一個外星生物講述人類歷史。根據科塞曼的說法：「本書敘述的語氣是一個對愛德華 · 吉本的《羅馬帝國衰亡史》狂熱崇拜的高中生」。本書插畫也映照了這種「考古」風格，在裡面運用褪色和紋理的視覺效果。為畫作添加褪色的初始原因是 Kosemen 希望避免畫作看起來像「可怕的種族主義漫畫」。 
《All Tomorrows》從未實際出版過。它於2006年10月4日以PDF格式在網上免費發布，從那時起，根據科塞曼本人的說法：「作為一個 PDF，它擁有自己的生命，像幽靈船一般漂浮在互聯網的死水中」。《All Tomorrows》常見的共享連結之一是專門用于競速破關（Speedrunning）的 Wiki 站點。讀者們將《All Tomorrows》描述為「怪異」，「莫名其妙」，「有趣」、「引人入勝」，是一部融合了肉體恐怖的作品。 2020 年，《All Tomorrows》是Jörg Matthias Determann的著作《伊斯蘭教，科幻小說和地外生命》中討論的作品之一，該書探討了穆斯林世界的天體生物學和科幻小說。 
在2021年的播客採訪中，科塞曼表示，儘管這本書越來越受歡迎，但他幾乎「否認」《All Tomorrows》，並發現其中部分內容「有點令人尴尬」。 在設計他的網站，包括他不同的書籍和項目時，科塞曼故意忽略了《All Tomorrows》。自 2006 年線上出版以來，《All Tomorrows》在網路上逐漸地受到歡迎，科塞曼指出，緊隨他之後出生的那一代人（Kosemen 出生於 1984 年）「真的接受」了《All Tomorrows》 ，他認為這可能部分是由於自那時以來，世界上發生的「無數災禍」。2021 年夏天，本書於網路上特別地受歡迎。除此之外，這本書的網路迷因激增，主要在 YouTube 和 Twitter 上。科塞曼打算最終以實體形式出版《All Tomorrows》，不過將帶有新的文本與插圖。 

## 外部連接
- All Tomorrows —— 這本書的 2006 PDF 原始版本
- Все Грядущие дни （页面存档备份，存于） —— Pavel Volkov 於 2009/2010 的 All Tomorrows 俄文翻譯